# Angélica (1998)
Angélica é o décimo primeiro álbum de estúdio da apresentadora e cantora brasileira Angélica, lançado em 1998 pela gravadora Columbia (atual Sony Music Brasil).
Em 1998, o mercado fonográfico brasileiro estava experimentando um grande retorno da música infantil, impulsionado pelo sucesso da novela Chiquititas. Aproveitando essa tendência, a Columbia decidiu produzir um álbum inteiramente voltado para o público infantil, marcando uma nova fase na carreira de Angélica. 
O álbum foi gravado nos estúdios da Sony Music e, apesar de não ter singles lançados nas rádios, tornou-se um sucesso, vendendo mais de 150 mil cópias e garantindo à cantora um disco de ouro, entregue ao vivo no programa Angel Mix, da TV Globo.

## Antecedentes e contexto
Na época do lançamento, o programa de Angélica na TV Globo tinha mudado em relação ao ano que o precedeu. Sob o comando do diretor Jorge Fernando, o Angel Mix passou a ter sete blocos específicos, quatro deles dedicados as crianças e últimos três dedicados aos adolescentes.
Ao mesmo tempo, em 1998, o mercado fonográfico brasileiro estava vivenciando um grande retorno da música infantil, impulsionado pelo sucesso da novela Chiquititas, do SBT, cujo primeiro CD foi o segundo mais vendido no Brasil em 1997, segundo a revista estadunidense, Billboard.

## Produção e gravação
A gravadora Columbia decidiu investir no segmento promissor e, pela primeira vez na carreira de Angélica, produziu um álbum inteiramente voltado para o público infantil, marcando uma nova fase para a cantora, que até então tinha álbuns mais voltados para os adolescentes, ou mesclando para os dois públicos.
Em julho, a cantora viajou para a Europa para a produção e gravação do disco. Após uma viagem pela Grécia e Itália a cantora seguiu para o estúdio da Sony Music para finalizar a gravação do CD e iniciar a produção de doze videoclipes para divulgar todas as faixas do disco.

### Canções não incluídas
- "Receita Pro Seu Coração" (Não lançada comercialmente)
- "Sonhar" (lançada na trilha sonora do filme "A Princesa Encantada e o Segredo do Castelo")
- "Menino Deus" (lançada na trilha do programa "Criança Esperança 98")
- "Terra do Nunca" (lançada na trilha sonora da novela "Era Uma Vez")

## Lançamento e divulgação
Em abril de 1998, alguns veículos de imprensa informaram que um novo álbum da artista seria lançado em junho, e viria acompanhado por uma série de shows dirigidos por Jorge Fernando. O lançamento então foi programado para outubro.
O álbum não teve singles lançados nas rádios, mas a cantora cantou algumas faixas em programas de TV. O jornal Tribuna da Imprensa informou que a faixa "Não Chore Assim" seria cantada no programa Criança Esperança, da TV Globo, mas a artista acabou cantando "Menino Deus" e "Ginástica", essa última citada está presente no CD de 1998.

## Desempenho comercial
Comercialmente, o álbum tornou-se mais um sucesso na carreira fonográfica da cantora, vendendo mais de 150 mil cópias no Brasil. Um disco de ouro foi entregue a ela em 12 de outubro de 1998, em um episódio ao vivo do Angel Mix. O prêmio foi entregue pelo cantor do grupo Skank, Samuel Rosa.

## Lista de faixas
- Créditos adaptados do CD Angélica, de 1998.[12]

| N.º | Título                 | Compositor(es)                     | Duração |  |
| 1.  | "Palavrinhas Mágicas"  | Dany Júnior                        | 3:39    |  |
| 2.  | "Não Chore Assim"      | Augusto César / Paulo Sérgio Valle | 5:14    |  |
| 3.  | "O Sol Também é Meu"   | J. Sanches / A. Muñoz              | 3:14    |  |
| 4.  | "Caixinha de Surpresa" | Reinaldo Arias / Dalmo Belotti     | 2:52    |  |
| 5.  | "Na Hora de Dormir"    | Michael Sullivan / Carlos Colla    | 4:28    |  |
| 6.  | "Balanço do Amor"      | Michael Sullivan / Carlos Colla    | 3:30    |  |
| 7.  | "Pense Nisso"          | Ruban / Célio Bussay               | 2:46    |  |
| 8.  | "Meu Segredo"          | Palchetti                          | 3:50    |  |
| 9.  | "Ginástica"            | Augusto César / Paulo Sérgio Valle | 2:57    |  |
| 10. | "Menino do Circo"      | J. Sanches / A. Muñoz              | 4:28    |  |
| 11. | "Amigos"               | Augusto César / Paulo Sérgio Valle | 2:47    |  |
| 12. | "Tudo Tem Sua Hora"    | Ed Wilson                          | 3:14    |  |
| 13. | "Amor de Fada"         | Augusto César / Paulo Sérgio Valle | 3:22    |  |
| 14. | "Bola do Gol"          | Tadeu Mathias / Yeda Dantas        | 3:09    |  |

## Certificações e vendas
| Região | Certificação | Vendas estimadas |
| ------ | ------------ | ---------------- |
| Brasil | Ouro         | 150,000          |